# Канакаєво
Канака́єво (рос. Канакаево, башк. Ҡанакай) — присілок у складі Ішимбайського району Башкортостану, Росія. Входить до складу Ішеєвської сільської ради.
Населення — 776 осіб (2010; 774 в 2002).
Національний склад:
- башкири — 100%

## Відомі люди
- Янбаєва Гульфія Гареївна — башкирська журналістка.